# Matěj Kopecký
Matěj Kopecký, né le 24 février 1775 probablement à Libčany et mort le 3 juillet 1847 à Koloděje nad Lužnicí, est un marionnettiste tchèque. Il est le patriarche d’une famille qui pendant six générations s’est consacrée à l'art du théâtre de marionnettes.

## Biographie
Le père de Matěj, Jan Kopecký, est un pauvre marionnettiste itinérant (en latin : histrio vagus), il n'est donc allé à l'école que brièvement. Cependant, son voyage vers la marionnette a été sinueux et long. À l'âge de seize ans, à la volonté de ses parents, il devient sujet du petit domaine de Lažany près de Blatná. De là, il va à Prague, où il suit une formation d'horloger. Après son apprentissage, il épouse Rozália Holzäpfel à Mirotice.
De 1789 à 1808 ou 1809, il est contraint de servir dans l'armée, au sein du régiment d'infanterie de Písek. Plus tard, il travaillera comme horloger, commerçant itinérant ou ouvrier routier. En 1818, il obtient une licence pour un théâtre de marionnettes et atteint un certain succès dans cette activité. Le registre paroissial de sa mort, cependant, le qualifie d’« histrion de Mirotice, veuf et mendiant ». Kopecký eut au moins quinze enfants dont six ont survécu jusqu'à l'âge adulte. La plupart d'entre eux travaillent comme marionnettistes et la tradition familiale se perpétue pendant six générations.
A son époque, le théâtre de marionnettes était, pour beaucoup dans les Pays tchèques, le seul contact avec la culture théâtrale, les idées des Lumières et la Renaissance tchèque. Alors que Kopecký n'était pas le seul marionnettiste tchèque, il est devenu le plus connu au cours de la seconde moitié du XIXe siècle lorsque son fils Václav Kopecký a publié ses pièces et grâce à une image fictive de Kopecký par Mikoláš Aleš.
Il passa les derniers mois de sa vie à Kolodějice nad Lužnicí avec son ami Václav Šonka, où il mourut également.
Il a été enterré à Týn nad Vltavou. Un monument dans le cimetière du mur ouest de l'église St. Víta. Cependant, ce n'est qu'une pierre tombale symbolique, un cénotaphe, établie en 1905 grâce à une souscription, décorée en 1927 d’un portrait en relief de Matěj Kopecký par le peintre Jaroslav Vojna d'après un modèle de Mikoláš Alš. L'emplacement de la tombe d'origine où Matěj Kopecký a été enterré dans le cimetière, est inconnu.
En 1947 un autre monument en son hommage est érigé dans le parc du château à Koloděje nad Lužnicí. Le Musée de la ville de Týn nad Vltavou accueille une exposition permanente de marionnettes dédiée à Kopecký.

## Œuvre
Kopecký utilisait des marionnettes d’une hauteur allant jusqu'à 60 cm.
En 1862, un recueil de 61 pièces est publié par Josef Richard Vilímek sous le titre "Comédies et pièces de Matěj Kopecký recueillies par son fils Václav" (en tchèque : Komedie a hry Matěje Kopeckého dle sepsání syna Václava). Plusieurs personnes, parmi lesquelles Václav Thám, sont répertoriées comme auteurs des pièces. Destinées à un public non éduqué, ses pièces étaient pleines d'émotions et d'humour naïf. La plupart du temps Kopecký utilisait la langue tchèque, bien qu’occasionnellement il jouait pour la haute noblesse en langue allemande.